# Starcastle
Starcastle is een Amerikaanse rockband uit de jaren 70 van de 20e eeuw. Zij opereerde in het begin binnen de progressieve rock, maar speelde later ook gewone rock. 
De band is afkomstig uit de staat Illinois. Ze zijn al vier jaar aan het toeren in het clubcircuit, als ze in 1976 hun eerste album opnemen. Eenmaal zijn ze alle apparatuur kwijtgeraakt bij een (vracht)auto-ongeluk.

Hun eerste albums neigen sterk naar de muziek van Yes. Door de komst van de punkbeweging en ook wel de uiteindelijke grenzen aan de eigen creativiteit en kwaliteit is het na vier studioalbums afgelopen. In 1999 komt een liveconcert uit op cd; en in 2006 verschijnt ineens een nieuwe release van de band. Met name de stem van Luttrell, de bas van Stater en de gitaarpartijen lijken soms voor 95 % op die van Jon Anderson, Chris Squire en Steve Howe.  

## Bezetting
- Terry Luttrell - zang; (daarvoor bij REO Speedwagon);
- Gary Stater - basgitaren, zang;
- Stephen Tassler - drums, zang;
- Herb Schildt - toetsen;
- Matthew Stewart - gitaren, zang;
- Stephen Hagler - gitaren, zang.

## Albums
- 1976: Starcastle;
- 1977: Fountains of light;
- 1977: Citadel;
- 1977: Concert classics 5;
- 1978: Real to real;
- 2007: Song of times.